# Герб Ёкюндюнского наслега
Герб муниципального образования сельское поселение «Ёкюндюнский наслег» Вилюйского улуса Республики Саха (Якутия) Российской Федерации.
Герб утверждён Решением XI сессии Ёкюндюнского наслежного Совета депутатов муниципального образования «Екюндюнский наслег» от 22 января 2009 года № 25.
Герб внесён в Государственный геральдический регистр Российской Федерации под регистрационном номером 6427.

## Описание герба
« В зелёном поле с волнистой лазоревой, окаймлённой золотом, оконечностью, серебряный бегущий жеребёнок».

## Описание символики
Стремительно скачущий серебряный жеребёнок символизирует традиционное занятие жителей наслега коневодством, скотоводством и показывает их стремление к благополучию, развитию и прогрессу.
Зелёное поле символизирует богатые сочной травой аласы, леса и богатые разнообразной дичью тайгу.
Волнообразное Золото символизирует проходящую через территорию наслега жизненно важную для края федеральную автомобильную дорогу «Вилюй».
Лазоревое поле символизирует реку Вилюй и многочисленные крупные и мелкие озера наслега богатые рыбой.

Авторы герба: идея герба — Григорьева Галина Фёдоровна; компьютерный дизайн и доработка: Матвеев Артур Матвеевич (г. Якутск).